# Phalacrocorax varius
Il cormorano bianconero maggiore (Phalacrocorax varius J. F. Gmelin, 1789) è un uccello appartenente alla famiglia dei Falacrocoracidi diffuso in Australia e in Nuova Zelanda.

## Descrizione
Lungo circa 75 cm, presenta testa, nuca, dorso e ali nere, collo, petto e ventre bianchi e una mascherina facciale arancione.

## Distribuzione e habitat
Vive in Australia e in Nuova Zelanda.

## Tassonomia
Ne vengono riconosciute due sottospecie:
- P. v. hypoleucos (J. F. von Brandt, 1837), diffusa in Australia e in Tasmania;
- P. v. varius (J. F. Gmelin, 1789), diffusa in Nuova Zelanda.